# أسير أصفهاني

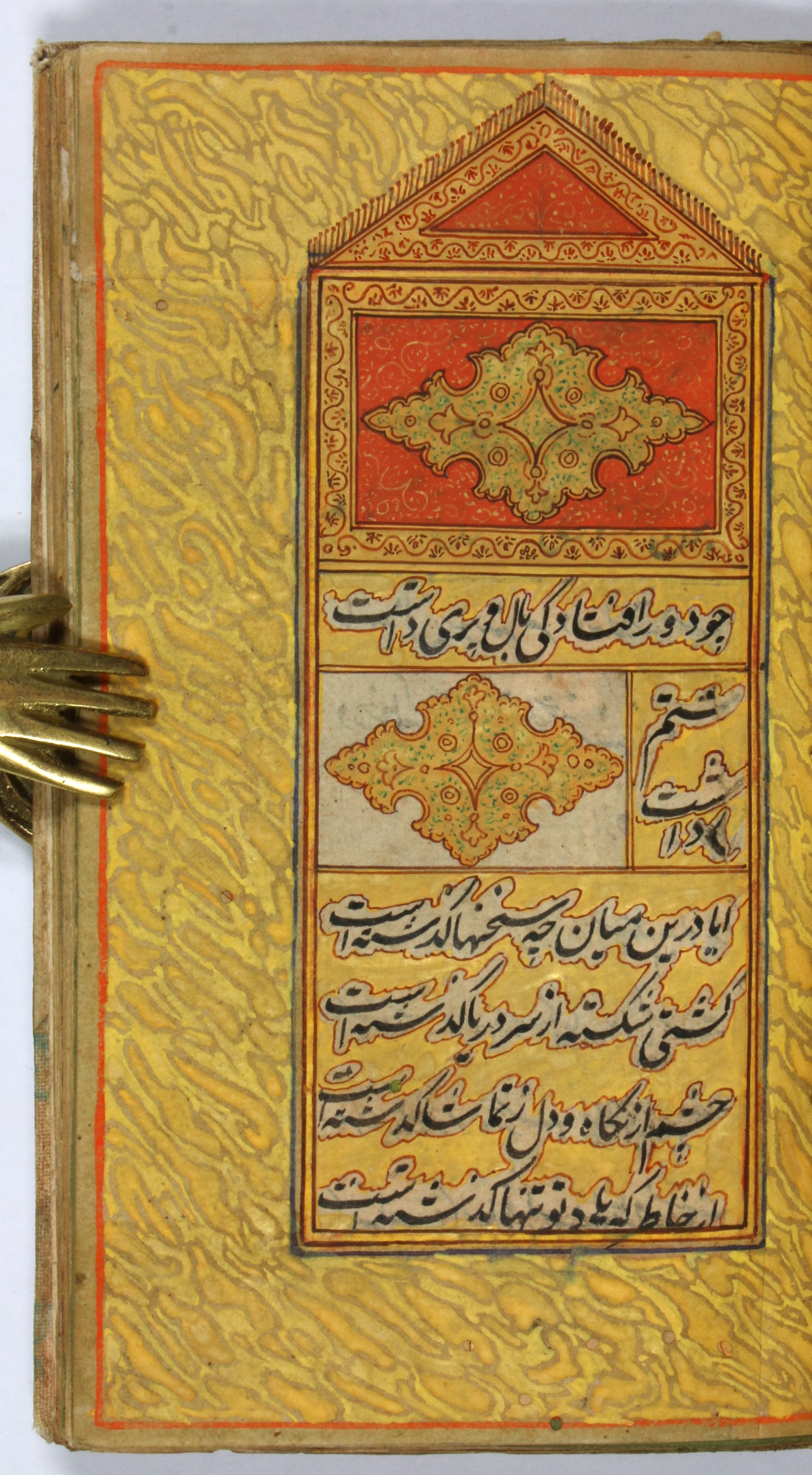
نسخة هندية من ديوان عسير تعود للقرن التاسع عشر

ميرزا جلال محمد ( ق. 1620-1648)، المعروف باسم أسير أصفهاني والشهرستاني، كان شاعرًا في إيران الصفوية في القرن السابع عشر. كان كاتبًا مبتكرًا، احتوت أعماله على أمثلة لجميع أشكال الشعر الفارسي التقليدية، وكان من كبار رجال البلاط وصهر الشاه ("الملك") عباس الأكبر (حكم 1588-1629).

## السيرة
لا تتوفر الكثير من التفاصيل عن حياة أسير. من أصل فارسي، وُلد لميرزا بن مؤمن في مدينة أصفهان، بإيران الصفوية. كانت عائلته من السادة المشهورين  وهو من شهرستان، وهي منطقة في شرق أصفهان. تزوج أسير من ملك نيسا بيجوم، ابنة الشاه الصفوي عباس الأكبر (حكم 1588-1629) مما عزز المكانة الاجتماعية والاقتصادية العالية للعائلة. ومنذ ذلك الحين، أصبح آل أسير نقطة محورية في المشهد الأدبي الحيوي في أصفهان. درس أسير على يد الشاعر فصيحي هراوي (توفي عام 1639-1640) وكان على اتصال بشعراء بارزين آخرين معاصرين مثل سالك قزويني (توفي عام 1674) وصائب تبريزي (توفي عام 1676)، والذي كان يتبادل معه الغزليات (قصائد قصيرة غنائية تتكون من أبيات متناغمة). أشاد كليم كاشاني، الشاعر الفارسي من همدان الذي ازدهر في الهند المغولية، بالإنتاج الأدبي لأسير، مما يوفر دليلًا على أن أعمال أسير وصلت إلى الهند أثناء حياته، على الرغم من أنه لم يفعل ذلك شخصيًّا.
كانت أشعار الخمريات كانت شائعة في إيران الصفوية، ووفقًا لأحد أقدم كتاب سيرة أسير، وهو محمد طاهر نصر آبادي ( ق. 1618-1679 )، الذي كان ضيفًا متكررًا في منزل أسير، فقد كان أسير مدمنًا على الخمرة، مما تسبب في وفاته المبكرة. وفقًا للطبعة الثالثة من موسوعة الإسلام، فإن تواريخ وفاة أسير تختلف بشكل كبير من 1630/1 إلى 1658/9. أقدم مصدر عن أسير، المؤرخ الصفوي ولي قولي بك (توفي بعد عام 1674)، يذكر عام 1648، وهو ما يتفق جيدًا مع الحقائق الأخرى المعروفة عن حياة أسير.
اسمه المستعار "أسير" يعني "السجين". وفي سردٍ آخر لهذا الاسم تضيف الموسوعة الإيرانية:
وفقًا لمحمد علي تربيت، سُجن ميرزا جلال على يد شاه صفي الفارسي، مع بعض أفراد العائلة المالكة عام 1042/1633، ولذلك اتخذ لقب "أسير". لم يُقدَّم أي دليل على ذلك. علاوة على ذلك، لم يُعثر على أي تغيير في اسمه المستعار في أيٍّ من كتاباته. من المؤكد أن اسمه المستعار كان "أسير" طوال مسيرته المهنية، وربما يكون سجنه المزعوم خرافة مبنية على معنى كلمة "أسير"، وربما بسبب الخمرة.

## الإنتاج الأدبي
تحتوي أعمال أسير الباقية على أمثلة لجميع أشكال الشعر الفارسي التقليدية. قصائد مدائحه: وترجي باندز وتركيب باندز (قصائد مقطعية مع وبدون لازمة على التوالي) تمدح أئمة الشيعة، والعديد من مقاطعه (قصائد غنائية حول موضوع واحد) تحتفل بالأحداث التي وقعت في عهد الشاه صفي. (حكم. 1629-1642). كتب أسيري أيضًا الرباعيات والعديد من المثنويات القصيرة (قصائد في أبيات متناغمة حول أي موضوع). ومع ذلك، اشتهر أسير بنحو ألفية الغزل وشظية الغزل التي تشكل الجزء الأكبر من ديوانه (قصائد مجمعة). تتميز هذه القصائد في الغالب بموضوعها الرومانسي وتتميز باستخدامها المتطور للصور الشعرية.
أشار العديد من علماء المختارات والسير الذاتية إلى أسير باعتباره مبتكر ما يسمى الأسلوب الهندي ( السبخ الهندي) في الشعر الفارسي. ويبدو أن هذه الفكرة نشأت من الإطراءات التي وجهها صائب التبريزي، المعروف بأنه أعظم شاعر في الأسلوب الهندي، إلى أسير عندما أشار إلى نفسه كمقلد لشعر أسير. في رواية ميرت الخيال لشير علي خان لودي ("مرآة الخيال") (1691)، يُشار إلى أسير على أنه مؤسس خيال بندي، وهو خلق خيال خيالي وتصوري، وهي سمة مميزة للأسلوب الهندي في الشعر الفارسي. وقد أشاد الناقد المبكر نصر آبادي بأسير مشيرًا إلى عدم توازن إنتاجه. وقال كاتب السيرة اللاحقة والي داغستاني (توفي عام 1756/7): إن بعض أبيات أسير هبطت إلى وادي السخافة وأرست سابقة مذمومة. ومع ذلك، ووفقًا لموسوعة الإسلام، فقد أقرّ الداغستاني بأن أبيات أسير كانت جيدة جدًا، كما يُظهِر المؤرخ الأدبي الحديث ذبيح الله صفا ثروة المعاني التي استطاع عسير في أفضل حالاته أن يركزها في بيت واحدة. تدرس النسخة النقدية من الغزليات التي كتبها شريفي ويلداني هذه الادعاءات المتضاربة.

## ملحوظات
1. ↑  أحفاد النبي محمد